# فاليبورم
فاليبورم (بالإنجليزية: Vallipuram)‏ هي منطقة سكنية تقع في سريلانكا في مديرية جافنا ‏.